# صلاة جنازة على الحلم الأمريكي (كتاب)
صلاة جنازة على الحلم الأمريكي: المبادئ العشرة لتركيز الثروة والسلطة هو كتاب للناشط السياسي واللغوي نعوم تشومسكي. تم إنشاؤه وتحريره بواسطة بيتر هاتشينسون، كيلي نيكس وجاريد ب. سكوت. الكتاب يوضح تحليل تشومسكي للنيوليبرالية ويركز على تركيز الثروة والسلطة في الولايات المتحدة على مدى الأربعين عامًا الماضية ويحلل الظاهرة المعروفة باسم عدم المساواة في الدخل. تم نشر الكتاب بواسطة سبع قصص برس في عام 2017.

## ملخص
يعرض الكتاب تحليل تشومسكي لتركيز الثروة من السبعينيات حتى الآن. يحلل تشومسكي الطريقة التي تحولت بها علاقات القوة من أواخر الأربعينيات إلى اليوم، باسم «مصالح الأثرياء». هذا التحول في علاقات القوة ينتهي به إلى كونه هجومًا «على أفراد الطبقة الدنيا والمتوسطة»، والذي تصاعد في العقود الأخيرة أثناء صعود ما يُعرف باسم «الليبرالية الجديدة» - مع التقشف المالي للفقراء والتخفيضات الضريبية والإعانات الأخرى للأقلية الثرية». يهتم تشومسكي بكيفية ظهور الأمولة، وهي «عملية تكتسب بموجبها الأسواق المالية والمؤسسات المالية والنخب المالية تأثيرًا أكبر على السياسة الاقتصادية والنتائج الاقتصادية» وكيف تؤثر على الحياة العامة في أمريكا وتشكلها، مما يؤدي إلى تركيز الثروة والسلطة لنخبة الأشخاص والمؤسسات. لقد ثبت أن هذا يؤدي إلى ظواهر مثل ثراء أغنى الناس في العالم بقدر ثروة النصف السفلي من العالم.

### ملخص المبادئ العشرة
يبدأ تشومسكي بملاحظة أن تركيز الثروة يؤدي إلى تركيز السلطة، لا سيما مع ارتفاع تكلفة الانتخابات، الأمر الذي يجبر الأحزاب السياسية على التواجد في جيوب الشركات الكبرى. ثم تُترجم هذه السلطة السياسية بسرعة إلى تشريعات تزيد من تركيز الثروة. ومن ثم، فإن السياسة المالية مثل السياسة الضريبية، وإلغاء الضوابط، وقواعد حوكمة الشركات ومجموعة كاملة من التدابير السياسية تزيد من تركيز الثروة والسلطة، والتي بدورها تعطي المزيد من السلطة السياسية للأثرياء. تم تنظيم الكتاب حول ما يقوله تشومسكي أنها المبادئ العشرة التي أدت إلى هذا التركيز للثروة والسلطة.
1. تحجيم الديمقراطية: أشار جيمس ماديسون، أحد الآباء المؤسسين لدستور الولايات المتحدة، إلى أنه مع المزيد من الديمقراطية، يمكن للفقراء أن يكونوا قادرين على توحيد قواهم وانتزاع ممتلكات الأغنياء، على حد تعبيره «الشغل الشاغل للمجتمع يجب أن يكون لحماية الأقلية من الأغنياء ضد الأغلبية». يشير سياسة أرسطو إلى نفس المعضلة لكنه يقترح حلاً مختلفًا، بدلاً من «تقليص الديمقراطية»، يقترح تقليل عدم المساواة مع ما نسميه اليوم دولة الرفاهية. شهدت الولايات المتحدة صدامًا مستمرًا بين الضغط من أجل مزيد من الحرية والديمقراطية (قادم من أسفل) وسيطرة النخبة (القادمة من أعلى). على سبيل المثال، كانت الستينيات فترة دمقرطة كبيرة تغير خلالها الوعي بحقوق الأقليات وحقوق المرأة والبيئة والحرب.
2. تشكيل الأيدولوجيا: أعقب هذه الفترة من التحول الديمقراطي رد فعل عنيف من الشركات متعددة الجنسيات والمؤسسات المالية في السبعينيات. على الجانب الأيمن، حذرت مذكرة باول من أن الأعمال التجارية تفقد السيطرة على المجتمع وأنه يجب القيام بشيء للسيطرة على هذه القوى. على الجانب الليبرالي، ظهرت أفكار مماثلة. يحذر التقرير الرئيسي الأول للجنة الثلاثية من «أزمة الديمقراطية»، وبصورة أدق «فائض الديمقراطية». في هذا التقرير، كان الليبراليون مهتمين بشكل خاص بما يحدث للشباب «الشباب أصبحوا أحرارًا واستقلالية أكثر من اللازم» والمدارس والجامعات مسؤولة عن «تلقين عقيدة الشباب». ومن المثير للاهتمام أن هذا التقرير لم يذكر الأعمال الخاصة. يمكن تفسير هذا الإغفال على أنه عمل خاص هو في الواقع مصلحة وطنية.
3. إعادة تصميم الاقتصاد: في هذا نرى تضخيماً للمؤسسات المالية والمصرفية، كالبنوك وشركات التأمين، ففي عام 2007 كانَ 40% من العائدات عن طريق هذه المؤسسات المالية والمصرفية، وفي عام 2010 أصبحَ المال هو المهيمن والمُسيطر، وأصبحت الصناعات شيء مُهمّش لا يُذكر مقارنةً بال وول ستريت مثلاً! ومسألة الودائع الماليّة في البنوك نوعاً جديداً من التجارة أيضاً في فترة الخمسينيات، لهذا يقول تشومسكي أنَّ هذا التصميم بدأ قديماً لإيصاله لهذه المرحلة الطاغية.[5]
4. نقلُ الحِمل أو تخفيفه
5. مهاجمة التكافل والتضامن
6. صنع اللوبيّات والأشخاص المعنيين بالسلطة
7. هندسة الانتخابات
8. إبقاء الحشود تحت السيطرة
9. صناعة القبول والسكوت
10. تهميش الجماهير والشعوب

## استقبال
كان الاستقبال لهذا الكتاب إيجابيًا بشكل عام، حيث مجلة بابليشرز ويكلي: «لقد ابتكر تشومسكي ومعاونوه فحصًا مدركًا وكاشفيًا للقوى الدافعة لعدم المساواة في أمريكا».

## فيلم
في عام 2015 تم إصدار فيلم وثائقي يحمل نفس الاسم، صلاة جنازة على الحِلم الأمريكي، من بطولة نعوم تشومسكي وإخراج بيتر دي.هاتشيسون وكيلي نيكس وجاريد ب.سكوت.